# Cédric Lachat
Pour les articles homonymes, voir Lachat.
Cédric Lachat, né le 17 août 1984, est un grimpeur et spéléologue suisse. En escalade, il se distingue durant une quinzaine d'années dans les épreuves internationales de difficulté et de bloc, puis se consacre à des voies sportives du neuvième degré en falaise.

## Biographie
Cédric Lachat a grandi à Porrentruy et a découvert l’escalade à 10 ans grâce à son frère aîné.
Il a vécu avec la grimpeuse suisse Nina Caprez. Ils ont annoncé leur séparation en 2015 après 10 ans de vie commune.
De nombreuses vidéos sur YouTube le montrent escalader en commentant des voies dans le neuvième degré, comme Pachamama ou Wogü,.
Il réalise sa plus haute cotation en mai 2023 à 38 ans, Fantasia, qu'il cote 9b.
Dans le domaine de la spéléologie, il fait partie de l'équipe qui travaille dans les années 2020 à relier le gouffre de la Fromagère au réseau du gouffre Berger. Cette tentative est l'occasion de réaliser un film : « On a marché sous la terre ». Cette liaison est finalement réalisée le 28 décembre 2024,.

## Palmarès[8]

### Championnats du monde
- 2011 à Arco,  Italie
  -  Médaille de bronze en combiné
- 2009 à Xining,  Chine
  -  Médaille d'argent en combiné
- 2007 à Avilés,  Espagne
  -  Médaille d'argent en combiné
  -  Médaille de bronze en bloc
  -  Médaille de bronze en difficulté
- 2005 à Munich,  Allemagne
  -  Médaille de bronze en combiné
- 2002 à Canteleu,  France
  -  Médaille d'or en difficulté

### Coupe du monde d'escalade
- 2011 à Sheffield,  Angleterre
  -  Médaille d'argent en bloc
- 2010 à Sheffield,  Angleterre
  -  Médaille d'argent en bloc
- 2009 à Xining,  Chine
  -  Médaille d'argent en combiné
- 2007 à Kranj,  Slovénie
  -  Médaille d'or en difficulté
- 2007 à Zurich,  Suisse
  -  Médaille de bronze en difficulté
- 2006 à Kranj,  Slovénie
  -  Médaille d'argent en difficulté
- 2005 à Zurich,  Suisse
  -  Médaille d'or en difficulté

### Championnats d'Europe
- 2010 à Innsbruck,  Autriche
  -  Médaille d'or en bloc
- 2008 à Paris,  France
  -  Médaille d'or en combiné
  -  Médaille de bronze en bloc
- 2006 à Iekaterinbourg,  Russie
  -  Médaille d'argent en difficulté